# Un pacto entre los dos
«Un pacto entre los dos» es la canción debut de la cantante mexicana Thalía, de su primer álbum como solista del mismo nombre. Con esta canción se dio a conocer en solitario y fue lanzada en el 1990.

## Información
Es el primer sencillo de Thalía de su disco debut. Fue muy sonada por los buenos ritmos que esta contenía, y a pesar de las críticas que tuvo, fue una de las más populares en sus inicios.

## La letra
La canción dice que lo robe, lo amarre, que lo castigue, entre otras cosas, luego dice "Es un pacto entre los dos" que se refiere a que dos personas disfrutan todo eso, luego dice que lo seduzca, que lo rasguñé y que lo hiera, que lo regañe y que se enoje, también que lo ame y que le pide perdón, dice CUIDADO, y les dice que No piensen mal que solo se trata de un animal y que ambos son tal para cual.

## Video
En el vídeo, Thalía muestra su icónica imagen de flores, muy al estilo flower power de los 60s, marcando tendencia en el mundo de la moda. “Un pacto entre los dos” es una de las canciones más populares y exitosas en los inicios de la artista como solista. El video comienza con el sonido de un ave al amanecer y con Thalía acostada, después aparece en un aeropuerto con un avión, comienza cantando con un fondo de varios colores con varias formas, después aparece acostada sobre un árbol y una tipo tribu la observan ella encuentra colgado de un árbol, un collar y de la nada le avientan una flecha, ella huye con el collar y una tribu comienza a perseguirla, después que la agarran la cuelgan sobre un tronco y la ponen de cabeza con todo y su cuerpo, luego la amarran a un árbol el video concluye con ella acostada sobre un árbol y el nombre de Thalía.

## Controversia y crítica
La canción fue considerada en ese momento como algo sadomasoquista, también fue criticada por la vestimenta tan sensual y provocativa que Thalía usaba, pero a pesar de eso, las críticas no impidieron que la canción fuera un éxito en ese momento.